# Jean de Léry

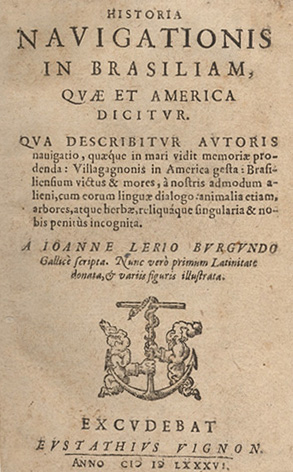
"Historia navigationis in Brasiliam…". Genebra, 1586.

Jean de Léry (Lamargelle, c. 1534 – Suíça, c. 1611) foi um pastor, missionário e escritor francês e membro da igreja reformada de Genebra durante a fase inicial da Reforma Calvinista. 

## Biografia
Léry era um jovem sapateiro e seminarista quando, em 1556, tomou a decisão de acompanhar um grupo de ministros e artesãos protestantes em uma viagem à França Antártica, colônia francesa estabelecida na baía de Guanabara, atual cidade do Rio de Janeiro. 
A França Antártica havia sido estabelecida por Nicolas Durand de Villegagnon, com ajuda financeira e apoio de Gaspar II de Coligny, almirante da marinha francesa convertido ao calvinismo. Villegagnon, embora inicialmente aceitasse os protestantes, passados oito meses da chegada destes, expulsou-os acusando-os de heresia. Léry e os demais passaram mais dois meses na região da Baía de Guanabara, acolhidos pelos índios tupinambás. Alguns dos missionários retornaram para a colônia e foram mortos por Villegagnon. Léry e parte dos missionários retornaram à França em um navio bastante avariado. A viagem foi arriscada, demorou mais do que o usual, e quase levou os passageiros e tripulantes a morrerem de fome. Ao final do percurso, Léry e os demais estavam comendo couro, papagaios, ratos e até mesmo mastigando o pau-brasil que traziam consigo. Já se preparavam para tirar sortes para decidir qual deles morreria para servir de alimento aos outros quando chegaram à Europa. Sem saberem, Léry e seus amigos traziam na bagagem uma carta escrita por Villegagnon ordenando a prisão e execução dos missionários. Não se cumpriu a ordem: autoridades protestantes acolheram os missionários na França, ignorando-a. Léry recebeu a notícia das mortes de três de seus amigos no Brasil e as narrou no capítulo "Perseguição dos Fiéis nas Terras da América" do livro "História dos Mártires", publicado por Jean Crespin, advogado protestante refugiado em Genebra. 
De volta a Genebra, Léry tornou-se pastor e casou-se. Em 24 de agosto de 1572, na chamada "Noite de São Bartolomeu", os católicos assassinaram inúmeros protestantes na França, dando início a uma guerra civil que dividiu o país. A experiência de carestia no Brasil, e especialmente na viagem de volta à França, foi útil a Léry nesse conflito. Com outros protestantes, ele resistiu a um cerco de tropas católicas contra a cidade de Sancerre. Léry ensinou aos demais a dormir em redes e sobreviver comendo quase nada. Os católicos terminaram por desistir do cerco sem prejudicar tanto os protestantes. A história desse cerco está narrada no primeiro livro de Léry, "História Memorável da Cidade de Sancerre". Nesse livro Léry acusa os franceses de serem mais bárbaros do que os índios canibais que conheceu no Brasil. 
A França Antártica foi conquistada pelos portugueses em 1567. Em seu lugar criaram a cidade de São Sebastião do Rio de Janeiro. André Thévet, um frade franciscano francês, acusou os protestantes pelo fracasso da colônia em seu livro "Cosmografia Universal". Em resposta a essa acusação e atendendo a pedidos de amigos, Léry permitiu que seu diário de viagem fosse publicado com o título "Histoire d'un voyage faict en la terre du Brésil". Isso, porém, só pôde ser feito em 1578, após o manuscrito original ser perdido e outros contratempos referentes às Guerras Religiosas ocorrerem. O livro de Thévet mistura realidade e fantasia. Fala de índios que carregavam canhões nos ombros, com os quais atiravam contra os portugueses. Contém inúmeras incongruências. Léry parte desses elementos para contar o que segundo ele seria o verdadeiro relato do que ocorreu no Forte Coligny. Após a publicação de sua obra, Léry permaneceu trabalhando como pastor até o fim de sua vida.
Conta-se, no verbete sobre o Forte Coligny construído pelos franceses no Rio: "Esta fortificação foi o núcleo do estabelecimento colonial francês conhecido como França Antártica (1555-1560), sob o comando de Nicolas Durand de Villegagnon (1510-1571). Principiado ainda em 1555, após uma frustrada tentativa de estabelecimento de uma bateria artilhada na Isle Rattier, em Março de 1557 uma segunda expedição, sob o comando do Capitão Bois-le-Compte, sobrinho de Villegagnon, chegou à Guanabara com reforços: três navios novos e bem artilhados, transportando 290 colonos. O calvinista Jean de Léry, integrante desse reforço, resumiu a chegada dos primeiros franceses ("Histoire d'un voyage fait en la terre du Brésil", 1578):
"Assim, antes de partir de França, Villegagnon prometeu a alguns honrados personagens que o acompanharam, fundar um puro serviço de Deus no lugar em que se estabelecesse. E, depois de aliciar os marinheiros e artesãos necessários, partiu em Maio de 1555, chegando ao Brasil em novembro, após muitas tormentas e toda a espécie de dificuldades. Aí aportando, desembarcou e tratou imediatamente de alojar-se em um rochedo na embocadura de um braço de mar ou rio de água salgada a que os indígenas chamavam Guanabara e que (como descreverei oportunamente) fica a 23° abaixo do Equador, quase à altura do Trópico de Capricórnio. Mas o mar daí o expulsou. Constrangido a retirar-se avançou quase uma légua em busca de terra e acabou por acomodar-se numa ilha antes deserta, onde, depois de desembarcar sua artilharia e demais bagagens, iniciou a construção de um forte, a fim de garantir-se tanto contra os selvagens como contra os portugueses que viajavam para o Brasil e aí já possuem inúmeras fortalezas." (LÉRY, 1972:22)
Especificamente sobre a ilha e a sua fortificação, prossegue:
" Uma légua mais adiante, encontra-se a ilha onde nos instalamos e que, como já observei, era desabitada antes de Villegagnon chegar ao país; com meia milha de circunferência e seis vezes mais comprida do que larga, e rodeada de pedras à flor d'água, o que impede se aproximem os navios mais perto do que a distância de um tiro de canhão, e a torna naturalmente fortificada. Com efeito ninguém pode ali atracar, nem mesmo em pequenos barcos, a não ser pelo lado do porto, situado em posição contrária ao mar alto. Bem guarnecida, não fora possível forçá-la nem surpreendê-la, como depois de nosso regresso o fizeram os portugueses por culpa dos que lá ficaram. Ademais, nas extremidades dessa ilha existem dois morros nos quais Villegagnon mandou construir duas casinhas, edificando a sua, em que residiu, no centro da ilha em uma pedra de cinqüenta a sessenta pés de altura. De ambos os lados desse rochedo, aplainamos e preparamos pequenos espaços onde se construíram não só a sala, onde nos reuníamos para a prédica e a refeição, mas ainda vários outros abrigos em que se acomodavam cerca de oitenta pessoas, inclusive a comitiva de Villegagnon. Entretanto, a não ser a casa situada no rochedo, construída com madeiramento, e alguns baluartes para artilharia, revestidos de alvenaria, o resto não passava de casebres de pau tosco e palha construídos à moda dos selvagens, que de fato os fizeram. Eis, em poucas palavras, em que consistia o forte que Villegagnon denominou Coligny, pensando ser agradável ao senhor Gaspar II de Coligny, almirante de França, sem o apoio do qual, como já disse no início, jamais tivera meios de fazer a viagem nem de construir nenhum forte no Brasil." (op. cit., p. 68-69)
O forte foi penosamente erguido com a mão de obra indígena (cerca 40 escravos adquiridos aos Tupinambás) e dos colonos:
"(…) Como sobremesa [ao jantar da recepção] própria para refazer-nos dos trabalhos do mar mandaram-nos carregar pedras e terra para as obras do forte de Coligny, que se achava em construção. (…) Assim, já de chegada e nos dias seguintes, sem necessidade nenhuma e sem nenhuma atenção ao estado de debilidade em que nos encontrávamos por causa da viagem, (…) obrigou-nos Villegagnon a carregar terra e pedras para o seu fortim e isso desde a madrugada até à noite, apesar de nossa fraqueza, o que por certo constituía um tratamento mais rude que fora de esperar de um pai. Todavia (…) não houve entre nós quem não trabalhasse com alegria, acima de suas forças e por espaço de quase um mês naqueles serviços a que não estávamos acostumados." (op. cit., p. 52-53).

## Obras
Jean de Léry é autor de dois livros:
- "Histoire mémorable du siège de Sancerre" (1574) (História memorável do cerco de Sancerre)
- "Histoire mémorable de la ville de Sancerre     ?      (História Memorável da Cidade de Sancerre)
- "Histoire d'un voyage faict en la terre du Brésil" (História de uma viagem feita na terra do Brasil), primeira edição (1578), nova edição de Frank Lestrignant, Presses du Languedoc/Max Chaleil éditeur, 1 992, ISBN 2-84062-002-2.